# 민감도와 특이도

민감도와 특이도 - 그림의 왼쪽 절반에 있는 점들은 조건을 만족하는 사람, 오른쪽 절반에 있는 점들은 조건을 만족하지 않는 사람을 나타낸다. 중간의 원 안에 있는 점들은 검사에서 양성으로 나온 사람을 나타낸다.

민감도와 특이도는 어떤 조건의 만족 여부를 보고하는 검사를 설명하기 위한 수학적인 지표이다. 특정 조건을 만족하면 "양성"(positive), 만족하지 못하면 "음성"(negative)으로 간주한다.
- 민감도(敏感度, sensitivity, true positive rate)는 실제로 양성인 사람이 검사에서 양성으로 판정될 확률이다.
- 특이도(特異度, specificity, true negative rate)는 실제로 음성인 사람이 검사에서 음성으로 판정될 확률이다.

실제 조건을 알 수 없다면 최적표준을 옳다고 추정한다. 진단 검사에서 민감도는 검사가 얼마나 잘 실제 양성을 판별할 수 있는지를 나타내고, 특이도는 검사가 실제 음성을 얼마나 잘 판별하는지를 의미한다. 확진 검사나 선별 검사를 포함한 모든 검사에서 민감도와 특이도 간에는 어느 정도 트레이드 오프 관계가 있다. 즉, 민감도가 높아지면 특이도가 낮아지며 그 역도 마찬가지이다.
검사의 목표가 조건을 만족하는 모든 사람을 찾아내는 것이라면 위음성의 수를 줄여야 하므로 검사의 민감도가 높아야 한다. 민감도가 높다는 것은 조건을 만족하는 사람이 검사에서 양성으로 나올 가능성이 높다는 것이다. 이는 질환을 치료하지 못했을 때 심각한 상태에 빠질 수 있지만, 효율적인 치료가 가능하며 부작용도 적은 경우에 특히 중요하다.
반면 검사의 목표가 조건을 만족하지 않는 사람을 정확히 확인하는 것이라면 위양성의 수를 줄여야 하므로 검사의 특이도가 높아야 한다. 특이도가 높다는 것은 조건을 만족하지 않는 사람이 검사를 통해 배제될 가능성이 높다는 것이다. 이는 질병이 있다는 검사 결과가 나온 사람이 추가적인 검사를 받아야 하거나, 비용이 들거나, 좋지 못한 사회적 시선을 받는 경우에 특히 중요하다.

민감도와 특이도

민감도와 특이도라는 용어는 미국의 생물통계학자 제이콥 예루살미(Jacob Yerushalmy)에 의해 1947년 처음 도입되었다.

## 같이 보기
- 정밀도와 재현율
- 수신자 조작 특성
- 통계적 유의성

## 추가 자료
- Altman DG, Bland JM (June 1994). “Diagnostic tests. 1: Sensitivity and specificity”. 《BMJ》 308 (6943): 1552. doi:10.1136/bmj.308.6943.1552. PMC 2540489. PMID 8019315.
- Loong TW (September 2003). “Understanding sensitivity and specificity with the right side of the brain”. 《BMJ》 327 (7417): 716–9. doi:10.1136/bmj.327.7417.716. PMC 200804. PMID 14512479.